# Batalla de Mudki
La batalla de Mudki fue una batalla que enfrentó a las fuerzas de la Compañía Británica de las Indias Orientales y parte del ejército del Reino Sij del Punyab. La batalla se libro el 18 de diciembre de 1845 y el ejército británico ganó la batalla de encuentros desordenados, sufriendo muchas bajas.
El principal ejército británico y de Bengala , bajo su comandante en jefe, Sir Hugh Gough, comenzó a marchar rápidamente desde sus guarniciones en Ambala y Meerut hacia Firozpur. Aunque la marcha tuvo lugar en la temporada de frío de la India, las tropas estaban envueltas en asfixiantes nubes de polvo y escaseaban el agua y la comida. Sir Henry Hardinge acompañó al ejército, renunciando a su derecho al mando. Los británicos llegaron a Mudki, a 29 kilómetros de Firozpur, en la tarde del 18 de diciembre. Habiendo confiscado el grano de la aldea, comenzaron a preparar su primera comida adecuada durante algunos días. Una vanguardia del ejército sij, comandada por Lal Singh, visir del imperio sij, divisó los fuegos de cocina británicos y avanzó. El terreno era una llanura arenosa, con aldeas ocasionales y parches de matorrales.
A última hora de la tarde, los cañones sij abrieron fuego. Cuando 30 de los cañones ligeros de Gough respondieron, la caballería sij intentó flanquear ambos flancos del ejército de Gough. Aunque la caballería irregular, los Gorchurras , eran la élite de los Khalsa, e individualmente muy hábiles (por ejemplo, ser capaces de lanzar una estaca del suelo a todo galope), eran comparativamente ineficaces contra los disciplinadas unidades británicas y bengalíes. Un contraataque de un regimiento de dragones ligeros británico derribó a muchos artilleros sijs, pero a su vez sufrió numerosas bajas de la infantería sij. Tras las acciones iniciales de caballería, la infantería británica y bengalí avanzó. En la creciente oscuridad y las nubes de humo y polvo, el avance se volvió rápidamente desordenado. Algunos regimientos de infantería de Bengala causaron bajas entre las unidades británicas con fuego confuso. Aunque superados en número cinco a uno, los sij Fauj-i-Ain (regulares) resistieron desesperadamente, y sus artilleros siguieron disparando ráfagas de metralla hasta que fueron invadidos.
Finalmente, después de dos horas de oscuridad, los últimos sijs fueron expulsados del campo. Los británicos regresaron a su campamento. El ejército británico que no estaba acostumbrado a luchar o maniobrar por la noche apodo a la batalla "Midnight Mudki". Las bajas entre los oficiales superiores británicos fueron numerosas. Entre ellos se encontraban dos comandantes de brigada: "Fighting Bob" Sale , que resultó mortalmente herido y murió el 21 de diciembre, y John McCaskill. Otro oficial superior asesinado fue el mayor George Broadfoot, ex representante británico en el Punjab.